# Glycidyltrimethylammoniumchlorid
Glycidyltrimethylammoniumchlorid ist eine chemische Verbindung aus der Gruppe der substituierten quartären Ammoniumsalze.

## Gewinnung und Darstellung
Glycidyltrimethylammoniumchlorid kann aus Epichlorhydrin, Trimethylamin und Wasser synthetisiert werden. Salzsäure und Natriumhydroxid werden dabei als Katalysatoren benötigt. Kommerzielle Produkte enthalten durch den Herstellungsprozess 3-Chlorhydroxypropyltrimethylammoniumchlorid (< 4 %), 2,3-Dihydroxypropyltrimethylammoniumchlorid (< 3,5 %) und einige weitere Verbindungen (z. B. Spuren von Epichlorhydrin) als Verunreinigung.

## Eigenschaften
Glycidyltrimethylammoniumchlorid ist ein brennbarer geruchloser weißlicher hygroskopischer Feststoff. Er zersetzt sich nach dem Schmelzen.

## Verwendung
Glycidyltrimethylammoniumchlorid wird hauptsächlich für Kationisierung von Stärken in der Papierindustrie verwendet. Im Jahr 2001 wurden etwa 6000 Tonnen der Verbindung dafür eingesetzt. Sie kommt meist als etwa 75 % Lösung in Wasser in den Handel.

## Sicherheitshinweise
Es sind einige Fälle von Dermatitis und Sensibilisierung, ausgelöst durch den gewerblichen Umgang mit Glycidyltrimethylammoniumchlorid trotz Arbeit unter Sicherheitsvorkehrungen, bekannt. Die Verbindung ist direkt mutagen und kanzerogen.